# SG Rupenhorn Berlin
Die SG Rupenhorn Berlin ist ein Volleyballverein aus dem Berliner Bezirk Charlottenburg-Wilmersdorf. 
Die Männermannschaft der SG Rupenhorn stieg 1991 in die zweite Bundesliga Nord auf und wurde hier 1992/93 Vizemeister. 1993/94 spielte Rupenhorn in der ersten Bundesliga und musste nach einer Saison sofort wieder absteigen. 1994/95 wurde man erneut Vizemeister der zweiten Bundesliga Nord und spielte anschließend wieder eine Saison in der ersten Bundesliga. Bekannte Spieler waren Frank Dehne, Sven Anton, Thomas Brall, Arvid Kinder und Tilo Koch. Die Seniorenmannschaft (Ü41) wurde von 1993 bis 1996 viermal in Folge Deutscher Meister.
Die Frauen der SG Rotation Prenzlauer Berg wechselten 1991 aus finanziellen Gründen zur SG Rupenhorn. Sie starteten in der zweiten Bundesliga Nord und stiegen in der gleichen Saison als ungeschlagener Meister in die erste Bundesliga auf. Nach dem sofortigen Abstieg 1993 konnte sich das Team 1994 die Vizemeisterschaft der zweiten Liga sichern. Anschließend wechselte die Frauenmannschaft zurück zur SG Rotation Prenzlauer Berg und ließ sich aus finanziellen Gründen in die Landesliga zurückstufen.
Heute gibt es bei der SG Rupenhorn eine Mixed-Mannschaft, die in der Berliner Freizeitrunde antritt.